# Angiologia i cirurgia vascular
L'angiologia i cirurgia vascular (del grec: angio "vas" i logos "estudi") és l'especialitat mèdica que s'encarrega de l'estudi dels vasos del sistema circulatori i del sistema limfàtic. Inclou l'anatomia dels vasos sanguinis (com artèries, venes, capil·lars) i la dels limfàtics, i les seves malalties. A Espanya, l'especialitat mèdica quirúrgica que s'ocupa del diagnòstic i la teràpia de les malalties dels vasos sanguinis (artèries, venes i vasos limfàtics), excloent-ne els vasos intracranials i el cor, s'anomena angiologia i cirurgia vascular.